# Szigetszentmárton

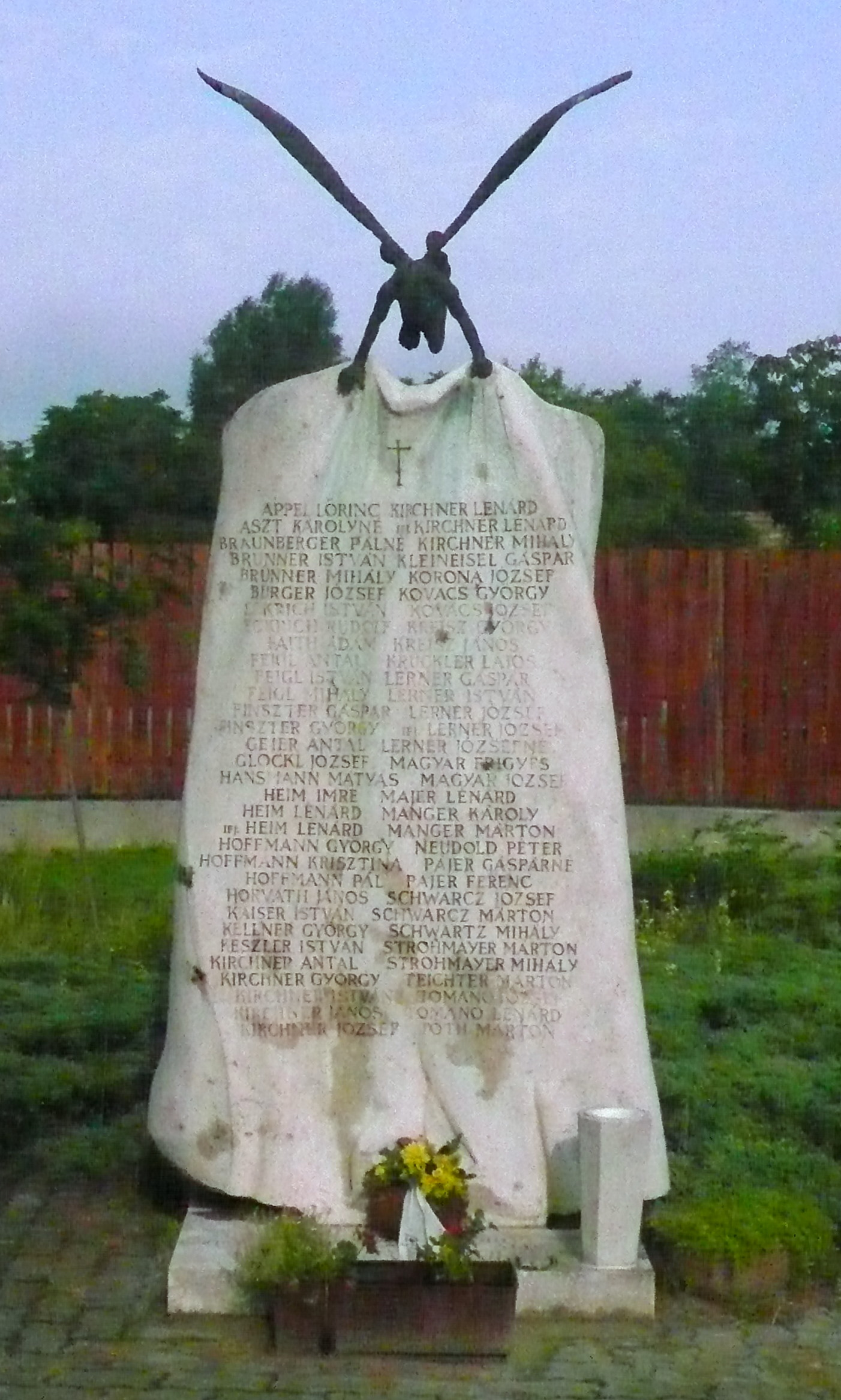
Emlékmű Szigetszentmárton II. világháborús halottai emlékére.

Szigetszentmárton (németül: Sankt Martin) község Pest vármegyében, a Ráckevei járásban. A festői, sokszínű kis település története közel 750 éves múltra tekint vissza.

## Fekvése
Az észak-déli irányban közel 50 kilométeres hosszban elnyúló, de kelet-nyugati irányban itt alig 4 kilométer széles Csepel-sziget középső részén, annak keleti felében helyezkedik el. Kelet felől a Ráckevei-Duna határolja, melynek itteni, bő 5 kilométeres partszakasza mára szinte teljesen beépült; a Duna főágával viszont nem érintkezik a területe. Hozzá tartozik a Ráckevei-Duna néhány kisebb, szórványosan nyaralókkal tarkított szigete is, mint az Opera-sziget és a Rafás-sziget. 
A szomszédos települések: észak felől Szigetcsép, kelet felől Áporka, délkelet felől Kiskunlacháza, dél felől Ráckeve, nyugat felől pedig Szigetújfalu.

### Megközelítése
A település főutcája a Csepel-sziget keleti gerincútjának számító, Tököltől Ráckevéig húzódó 51 107-es számú mellékút, közúton ezen érhető el északi és déli szomszédai felől is, míg Szigetújfaluval az 51 111-es számú mellékút kapcsolja össze.
Budapestről személygépkocsival, illetve a Volánbusz autóbuszaival is körülbelül kb. 1 óra alatt lehet elérni a Csepel-szigeten keresztül, vagy az M0-s autóútról. Megközelíthető az 51-es főút felől is kiskunlacházai letéréssel, Ráckevéig az 5101-es, majd onnan az 51 107-es úton.
A MÁV vasútvonalai közül egyik sem érinti a települést – miként az egész Csepel-szigetet sem –, a fővárosból induló HÉV-vonalak közül viszont a budapesti Közvágóhídtól induló H6-os HÉV áthalad rajta. A vonalnak három megállási pontja is van a község területén: Szigetszentmárton-Szigetújfalu megállóhely a belterület nyugati szélén, az 51 111-es út és a vágányok keresztezése közelében; Horgásztanyák megállóhely a központtól jó másfél kilométerre délre, ahol a HÉV eléri az 51 107-es utat; valamint Angyalisziget megállóhely a település déli határszélénél (a névadó Angyali-sziget már Ráckevéhez tartozik).

## Története
Szigetszentmárton az ősi települések közé tartozik. Azt, hogy már több ezer éve is éltek itt emberek, azt a község négyezer éves, világhírű régészeti „őskocsi” lelete is bizonyítja, melyet jelenleg a Nemzeti Múzeumban őriznek. A település elnevezésében a Szent Márton név a templom védőszentjére utal. Szigetszentmárton neve írásban először 1285-ben fordult elő, amikor is IV.(Kun) László  király egyik oklevelét innen keltezte. Lázár deák 1528-ban készített térképe is jelöli Szent Márton falut. A község a középkorban mezővárosi rangot is viselt. Buda elfoglalását követően a török összeírások szerint népes település, ahol 43 adófizető családnév szerepel a listán 26 házzal. A Buda visszafoglalására indított felszabadító háború során a falu megfogyatkozott lakossága szétszéledt. A török kiűzése után a győztes hadvezér Savoyai Jenő kapta jutalmul az egész Csepel-szigetet. A harcok elmúltával csak néhány család tért vissza, ezért Savoyai Jenő földesúr sváb telepeseket telepített a falu területére később Mária Terézia bajor telepeseket telepített le. Az 1838-as dunai nagy árvíz és az 1886. évi tűzvész, mely a falu kétharmadát elpusztította, megváltoztatta települési jelleget, rendezettebbé váltak az utcák és a beltelkek. 1855-ben alapították az állami iskolát (az egyházé 1742 óta működött), 1888-ban óvodát szerveztek. A településen 1898-tól Önkéntes Tűzoltó Egyesület, 1909-től Gazdakör, 1936-tól Polgári Lövészegyesület működött, majd 1939-ben megalakult a Magyarországi Németek Szövetsége helyi szervezete, 1952-ben pedig a fúvószenekar is. A falu német ajkú lakossága szorgalmas munkával igyekezett vagyoni gyarapodását elősegíteni. Az 1941-ben tartott népszámláláskor Szigetszentmártonban 1069 éltek. Anyanyelve szerint 226 fő magyarnak, 843 pedig németnek tartotta magát. A második világháborút követő kitelepítést e népszámlálás alapján hajtották végre. A vagonokban elvittek helyére az alföldi és a szlovákiai területekről érkeztek magyarok.
A rendszerváltás előtt Szigetcsép, Szigetújfalu, Szigetszentmárton közös közigazgatási egységet képezett. Ez a rendszerváltozással megszűnt.
A lakosok száma 2010. január 1.-jén 2199 fő volt.
A beruházások célszerű megvalósítása tette lehetővé, hogy ma már a település vezetékes ivóvízellátása 100%-os. A lakások 80%-ában van vezetékes gáz, 70%-ában vezetékes telefon. Az útfelület 85%-a pormentesített. Kiemelt helyen szerepel a csatornahálózat kiépítése.
A település fejlődésével lépést tartott az infrastruktúra fejlődése is. Üzletek, szálláshelyek, vendéglátóhelyek nyíltak. Felújították a kultúrházat.

## Közélete

### Polgármesterei
- 1990–1994: Schreiner Mihály (Szigetszentmárton Független Ba...)[4][5]
- 1994–1998: Lerner Henrik (független)[6]
- 1998–2002: Lerner Henrik (független)[7]
- 2002–2006: Lerner Henrik (független)[8]
- 2006–2010: Lerner Henrik (független)[9]
- 2010–2012: Lerner Henrik (független)[10]
- 2012–2014: Lerner Henrik (független)[11]
- 2014–2019: Lerner Henrik (független)[12]
- 2019–2024: Bencs Tamás (független)[13]
- 2024– : Borbély Péter (független)[1]

A településen 2012. június 17-én időközi polgármester-választást (és képviselő-testületi választást) tartottak, az előző képviselő-testület önfeloszlatása miatt. A választáson a hivatalban lévő faluvezető is elindult, és meg is erősítette pozícióját.

## Népesség
A település népességének változása:
| Lakosok száma | 2133 | 2099 | 2247 | 2461 | 2569 | 2579 | 2630 |
|               | 2013 | 2014 | 2018 | 2021 | 2022 | 2023 | 2024 |

A 2011-es népszámlálás során a lakosok 87%-a magyarnak, 0,3% bolgárnak, 0,2% lengyelnek, 16,6% németnek, 0,2% románnak, 0,3% szerbnek mondta magát (12,9% nem nyilatkozott; a kettős identitások miatt a végösszeg nagyobb lehet 100%-nál). A vallási megoszlás a következő volt: római katolikus 34,1%, református 11,7%, evangélikus 1,1%, görögkatolikus 1,1%, felekezeten kívüli 24,2% (25,9% nem nyilatkozott).
2022-ben a lakosság 89,4%-a vallotta magát magyarnak, 7,8% németnek, 0,4% cigánynak, 0,4% románnak, 0,2% szerbnek, 0,1-0,1% horvátnak és lengyelnek, 2,8% egyéb, nem hazai nemzetiségűnek (10,4% nem nyilatkozott; a kettős identitások miatt a végösszeg nagyobb lehet 100%-nál). Vallásuk szerint 24% volt római katolikus, 9,5% református, 1% görög katolikus, 0,8% evangélikus, 0,9% egyéb keresztény, 0,7% egyéb katolikus, 21,3% felekezeten kívüli (41,6% nem válaszolt).

## Nevezetességei
- Az 1788-ban épült, és 2009-2010-ben felújított katolikus templom
- Második világháborús emlékmű
- Turul-szobor[17]

## Nemzetiségpolitika
- Nemzetiségi oktatás folyik az óvodában, iskolában.
- Sváb Hagyományőrző Egyesület, német nemzetiségi tánccsoport, zenekar és kórus működik évtizedek óta.
- 1994-ben megalakult a Szigetszentmártoni Német Kisebbségi Önkormányzat.
- Minden évben megrendezik a Kis-Dunamenti Kulturális, Nemzetiségi és Ifjúsági Napokat.

## Partnertelepülései
- Vellmar, Németország[18]
- Oelze, Németország[18]

## Külső hivatkozások
- Szigetszentmárton az utazom.com honlapján
- Szigetszentmárton a szallas.eu -n Archiválva 2009. február 10-i dátummal a Wayback Machine-ben
- Honlap Archiválva 2010. május 23-i dátummal a Wayback Machine-ben
- Csepel sziget